# Sillan
Le sillan (aussi appelé silla, shillan, shilla ou plus rarement sillaïque) ou est une langue anciennement parlée en Corée, dans le royaume de Silla.

## Définition
Le terme « silla » est très souvent synonyme avec le « vieux coréen ». Le terme « vieux coréen » est parfois utilisé pour désigner les variétés coréaniques anciennement parlées dans les Trois Royaumes de Corée,.  Le terme « silla » ou « sillan » est quant à lui souvent réservé à la langue du royaume de Silla.

## Classification
Une théorie dominante, propose qu'il s'agit d'une langue coréanique, de la branche des langues han (l'autre étant les langues buyeo). Cependant, Robbeets (2020, 2021) propose que les langues han forment à elles-seules la famille des langues macro-coréaniques, placant ainsi les langues buyeo au sein des langues japaniques. Les linguistes Alexander Vovin et James Marshall Unger (en) proposent que les langues han correspondaient aux langues japoniques péninsulaires, et que le coréen et ses variétés descendent de la langue du royaume de Goguryeo, le goguryeoan, et non de celle de Silla,. Cependant, cette théorie est contestée.
Il a été proposé que le sillan descendait du jinhan,, mais d'autres considèrent plutôt que ce dernier est une langue japonique péninsulaire.

## Histoire
Le sillan se serait séparé des autres langues han vers le Ier siècle - IIe siècle, et se serait à l'origine développé dans le royaume de Saro (qui deviendra Silla par la suite). Cette langue aurait été imposée dans les territoires conquis par Silla, jusqu'à l'unification politique de la Corée au VIIIe siècle. Le sillan serait devenu le moyen coréen vers le Xe siècle.
Martine Robbeets affirme que le jeju (un idiome parfois considéré comme un dialecte coréen) descend directement du sillan, et non du moyen coréen, mais cette théorie est considérée comme virtuellement impossible par Sean Kim car le jeju possède de nombreuses caractéristiques du moyen coréen tardif, une langue très bien attestée qui a émergé au XVe siècle. Sean Kim considère donc que le jeju et le coréen moderne se sont séparés vers le XVIe siècle, au lieu du Xe siècle.
Une autre théorie suggère que le sillan s'est éteint vers le Xe siècle, et que le moyen coréen provient du goguryeoan et le jeju du baekjean,. Cette hypothèse est peu soutenue.

## Description
Le sillan est attesté de manière très fragmentaire. Néanmoins, les sources écrites, comme le hyangga, sont plus nombreuses que pour le goguryeoan ou le baekjean.